# Gary Shteyngart
Gary Shteyngart, nascut com Igor Semyonovich Shteyngart, rus: Игорь Семёнович Штейнгарт (Leningrad, 5 de juliol de 1972) és un periodista i escriptor nord-americà d'origen soviètic.
Va emigrar amb els seus pares rus-jueus a l'edat de set anys a Queens, Nova York. Shteyngart va viatjar a Praga a principis dels anys noranta i aquesta experiència va ajudar a generar la seva primera novel·la, “The Russian Debutante's Handbook”, situada a la fictícia ciutat europea de Prava. Després va estudiar ciència política a Oberlin College a Ohio i després va treballar en diverses Organitzacions no governamentals a Nova York.

## Obres
- El manual del debutant rus (The Russian Debutante's Handbook, 2002)
- Absurdistan (2006)
- Història d’amor veritable súper trista (Super Sad True Love Story , 2010)
- Petit fracàs (Little Failure: A Memoir, 2014)
- Lake Success (Super Sad True Love Story, 2018)